# 幻想道

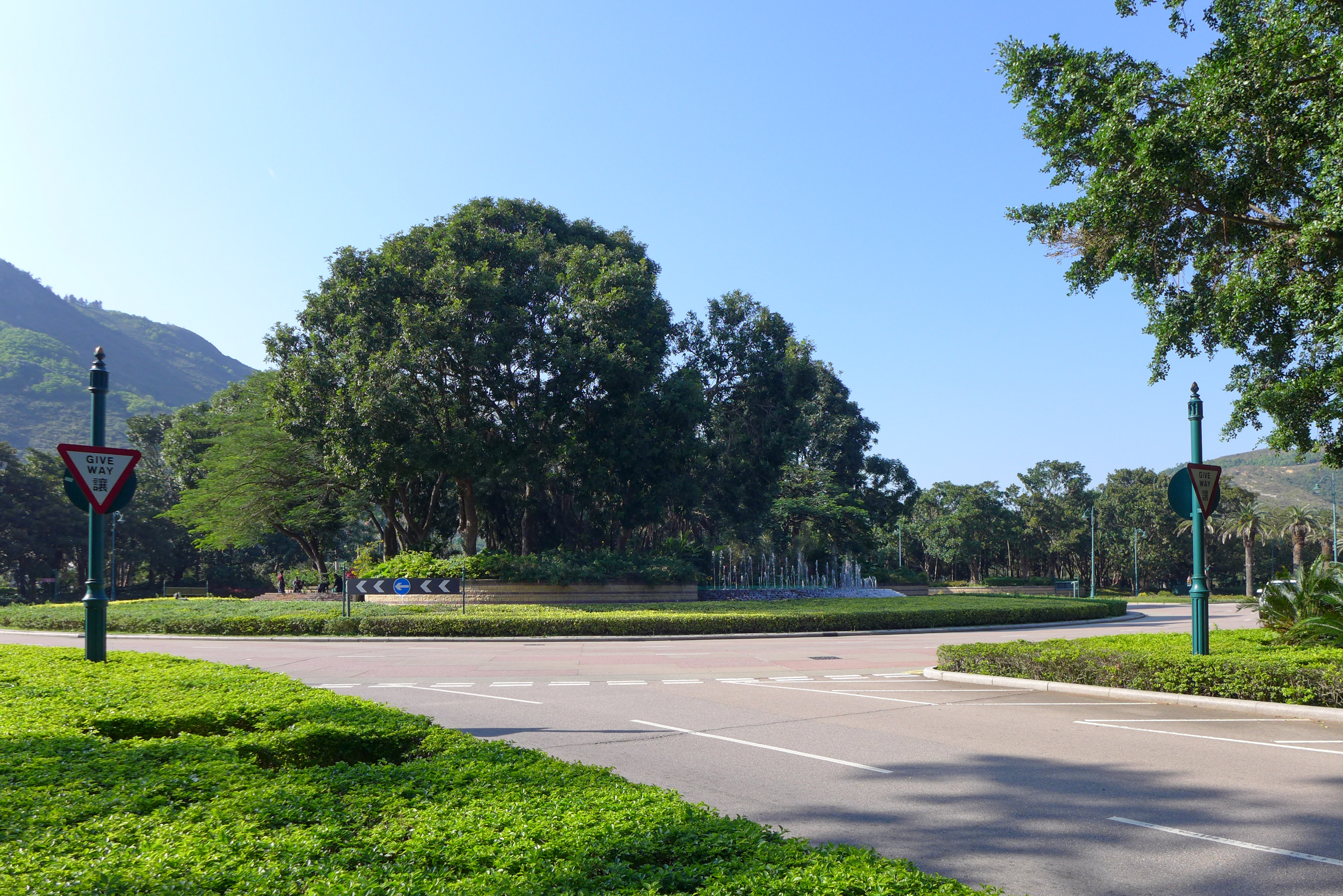
幻想道近神奇道

幻想道（英語：Fantasy Road），位於香港大嶼山竹篙灣的香港迪士尼樂園度假區，全線為四線至六線雙程行車，全長約1.6公里，屬私人路段。

## 歷史及現況
在1998年，香港經濟受到亞洲金融危機的影響呈現負增長。香港政府把旅遊業列為四大支柱產業之一，雖然旅遊業只佔本地生產總值的7%，但旅遊業卻帶動了相關行業如零售業、餐飲業、酒店業的興旺增長，同時可以製造大量就業機會，有助於經濟復甦。故此發展旅遊業成為了經濟轉型的重要對策。同年，港府找來華特迪士尼公司一起商討在香港興建主題樂園，其後一致認為竹篙灣是興建主題樂園的合適選址。
興建主題公園需進行填海工程，其後在2000年年中，竹篙灣填海工程開始動工進行，造地300公頃。2002年11月，竹篙灣填海工程完工，香港政府在工地上進行主要基礎建設工程，包括興建幻想道。
2005年，香港迪士尼樂園度假區建成後，幻想道隨即啟用，把神奇道、警崗、消防局、救護站、停車場及迪士尼公共運輸交匯處連接起來。
由於幻想道屬香港迪士尼樂園度假區的私人道路，由迪士尼管理，因此綠化成效較香港大多道路好。
台灣樂團五月天於2018年5月4日、5日、6日、11日、12日及13日在香港迪士尼樂園幻想道露天場地舉行《人生無限公司世界巡迴香港站無限放大版演唱會》，為迪士尼樂園開幕至今首次有藝人在樂園舉行演唱會。

## 沿路建築及景點
- 竹篙灣警崗
- 竹篙灣消防局暨救護站
- 旅遊巴士停車場
- 迪士尼公共運輸交匯處
- 迎樂路
- 私家車停車場
- 香港迪士尼樂園
- 竹篙灣檢疫中心